# رونالد تايلور
رونالد تايلور (بالإنجليزية: Tiny Ron Taylor)‏ هو لاعب كرة سلة وممثل أمريكي، ولد في 21 نوفمبر 1947 بتوررانسي في الولايات المتحدة.

## وصلات خارجية
- رونالد تايلور على موقع سبورتس رفرنس (الإنجليزية)
- رونالد تايلور على موقع كلية كرة السلة في سبورتس رفرنس.كوم (الإنجليزية)
- رونالد تايلور على موقع ريلجم (الإنجليزية)

- رونالد تايلور على موقع IMDb (الإنجليزية)
- رونالد تايلور على موقع ميوزك برينز (الإنجليزية)
- رونالد تايلور على موقع قاعدة بيانات الفيلم (الإنجليزية)